# 赞瑟斯
赞瑟斯（英語：Xanthus），活动于約公元前5世纪，古希腊历史学家之一，吕底亚人。他于公元前5世纪中期著有一部四卷本的《吕底亚志》。此书在古希腊被认为是关于吕底亚的重要历史学著作，历来为其他学者所重视。